# Amanda Lepore
Amanda Lepore (* 5. prosince 1967, Cedar Grove, New Jersey, USA) je americká zpěvačka a herečka.

## Životopis
Amanda Lepore je známá svým zvláštním zjevem a patří k nejslavnějším transgender osobám. Narodila se jako Armand. Ten si ve svých jedenácti letech uvědomil, že žije v cizím těle a toužil se stát ženou. Následovala řada plastických operací a z Armanda se stala Amanda. Za svůj život stihla vydat parfém a nazpívala hity jako jsou Cotton Candy, My Pussy a My Hair Looks Fierce. Její hudba zněla například ve filmu Another Gay Movie. Angažuje se v charitě. Její nejlepší přítelkyní je Pamela Anderson.

## Diskografie

### Studiová alba
| Rok  | Album                                                                        |
| ---- | ---------------------------------------------------------------------------- |
| 2005 | Introducing... Amanda Lepore - Vydání: 21. září 2005 - Formát: online        |
| 2007 | My Pussy - Vydání: 2007 - Formát: online                                     |
| 2008 | Fierce Pussy (The Remix Album) - Vydání: 1. červen 2008 - Formát: CD, online |
| 2010 | Cazwell and Amanda - Vydání: 26. říjen 2010 - Formát: online                 |
| 2011 | I...Amanda Lepore - Vydání: 2011 - Formát: CD, online                        |

### Singly
| Rok  | Titul                                                                    | Album                        |
| ---- | ------------------------------------------------------------------------ | ---------------------------- |
| 2006 | „I Know What Boys Like“ - Vydání: 28. červenec 2006 - Formát: CD, online | Another Gay Movie Soundtrack |
| 2009 | „Cotton Candy“ - Vydání: 28. duben 2009 - Formát: online                 | —                            |
| 2009 | „My Hair Looks Fierce“ - Vydání: 28. duben 2009 - Formát: online         | —                            |

### Hudební videa
| Rok  | Titul          | Režisér     |
| ---- | -------------- | ----------- |
| 2009 | „Cotton Candy“ | Bec Stupak  |
| 2010 | „Marilyn“      | Leo Herrera |